# Bruno Schumacher

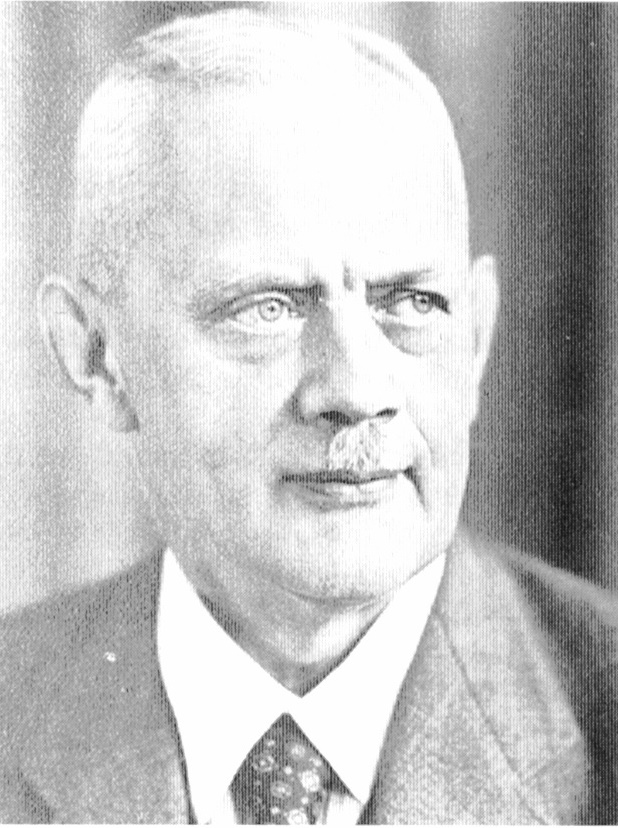
Bruno Schumacher

Bruno Schumacher (* 2. Dezember 1879 in Straßburg; † 1. März 1957 in Hamburg) war ein deutscher Gymnasiallehrer und Historiker, der sich der Geschichte Ost- und Westpreußens verschrieben hatte.

## Leben
Schumachers Vater Bernhard Schumacher (1847–1896) entstammte einer alten ostpreußischen Familie und war Intendantursekretär bei der Preußischen Armee. Die Vorfahren von Schumachers Mutter Emilie Leidreiter waren  Salzburger Exulanten.
Bruno Schumacher besuchte das Collegium Fridericianum in Königsberg i. Pr., an dem er 1898 die Abiturprüfung bestand. Anschließend studierte er an der Albertus-Universität Königsberg Evangelische Theologie und Geschichte. Wie Fritz Gause und Paul Stettiner war er Mitglied der Verbindung Hohenstaufen im Deutschen Wissenschafter-Verband. Am 13. November 1902 wurde er in Königsberg zum Dr. phil. promoviert.

### Schuldienst
Nach dem Staatsexamen für den höheren Schuldienst im Jahre 1903 erhielt Schumacher seine pädagogische Ausbildung am Friedrichs-Kollegium in Königsberg. 1905 trat er an dieser Schule eine Stelle als Oberlehrer an. Seit 1922 Direktor des Gymnasiums Marienwerder, wurde er 1925 zum Oberstudiendirektor ernannt. In der Zeit des Nationalsozialismus weigerte er sich, Mitglied einer NS-Organisation zu werden. Er kehrte 1934 nach Königsberg zurück und wurde Schulleiter des Collegium Fridericianum, das er bis zur Schlacht um Königsberg leitete. Bei der Flucht aus der brennenden Stadt gelang es ihm, eine vollständige Abschrift der Matrikel von 1750 bis 1944 mitzunehmen. Auf Basis dieser Abschrift gründete er einen Ehemaligenverein, der bis heute vom Landfermann-Gymnasium in Duisburg betreut wird. Dieser Verein mit dem Namen „Die Friderizianer“ betreut unter anderem die Professor-Schumacher-Stiftung, in deren Rahmen bis heute alljährlich preiswürdige Schülerarbeiten zu Ostpreußen und Königsberg mit Geldbeträgen prämiert werden.

### Herausgeber und Hochschullehrer
Ab 1912 gab Schumacher die Zeitschrift Ost- und Westpreußen heraus. Seine erste Veröffentlichung in dieser Zeitschrift befasste sich mit der Geschichte der deutschen Burgen und Städte im Gebiet der Weichsel. Ab 1925 war er Mitarbeiter der Historischen Kommission für ost- und westpreußische Landesforschung. 1937 erhielt er einen Lehrauftrag für preußische Geschichte an der Albertus-Universität; 1938 wurde er wegen seiner Verdienste um die preußische Geschichtsforschung zum Honorarprofessor ernannt. Von 1922 bis 1934 unterstützte er den Regierungspräsidenten Karl Budding in seinen Bemühungen um eine Revision des Polnischen Korridors. Bei der 700-Jahr-Feier Preußens hielt Schumacher am 14. Juni 1931 auf der Marienburg (Ordensburg) vor dem Reichspräsidenten Paul von Hindenburg die Festrede 700 Jahre Preußenland im Rahmen der deutschen und europäischen Geschichte. Nach dem Krieg im Ruhestand, ließ er sich in Hamburg nieder. Ab 1946 lehrte er als Honorarprofessor am Historischen Seminar der Universität Hamburg historische Propädeutik. Er unterrichtete auch an der Gelehrtenschule des Johanneums. Er lieferte Beiträge für die Neue Deutsche Biographie und die Fortsetzung der Altpreußischen Biographie. 1952 wurde er Zweiter Vorsitzender der Historischen Kommission für ost- und westpreußische Landesforschung.

## Ehrungen
- Ehrenmitglied der Historischen Kommission für ost- und westpreußische Landesforschung (1953)
- Verdienstorden der Bundesrepublik Deutschland, Bundesverdienstkreuz am Bande (13. Dezember 1954)

## Ämter und Mitgliedschaften
- Rat der geistigen Arbeiter (1919)
- Vorstand im Verein für die Geschichte Ost- und Westpreußens
- Historische Kommission für ost- und westpreußische Landesforschung
- Präsident der Königlichen Deutschen Gesellschaft (Königsberg)
- Gesellschaft der Freunde Kants

## Schriften
- Verzeichnis der bis zum Jahre 1799 gedruckten Bücher, Königsberg 1913.
- Heimatgeschichte von Ost- und Westpreußen mit Erich Wernicke und Hans Bittner, Marienwerder 1925.
- Aus der Geschichte der Stadt Marienwerder, 1926.
- Der Staat des Deutschen Ordens in Preußen und seine Bedeutung für das gesamte Deutschland, Langensalza 1927.
- Westpreußen in Wort und Bild: Streifzüge durch den heutigen Regierungsbezirk mit Walter Bayreuther, Fritz Braun, Edward Carstenn und Bernhard Schmid, Königsberg 1927.
- Marienwerder im Rahmen der preußischen und deutschen Geschichte. Ansprache bei der 700-Jahrfeier der Stadt Marienwerder am 4. Juni 1933, Marienwerder 1933.
- Der Deutsche Orden in England. In: Altpreußische Beiträge. Verein für Geschichte von Ost- und Westpreussen. Festschrift. Königsberg 1933, S. 5–33.
- Die staatsrechtliche Begründung der Erwerbung Westpreußens durch Friedrich den Großen und der Deutsche Orden. In: Altpreußische Forschungen, Jg. 11 (1934), S. 97–122.
- Studien zur Geschichte der Deutschordens-Balleien Apulien und Sizilien. Königsberg 1942.
- Geschichte des Friedrichs-Kollegiums zu Königsberg (Preußen) 1698 bis 1945. Zur Feier der 250-jährigen Wiederkehr des Gründungstages (11. Aug. 1698), Hamburg 1948.
- Aus der Geschichte Ostpreußens, Leer 1951.
- Der Deutsche Ritterorden – seine Ideengrundlage und seine europäische Sendung, Zürich 1952.
- Geschichte Ost- und Westpreußens, Königsberg 1937, Neuauflage Würzburg 1957
- Die Burgen in Preußen und Livland, Würzburg 1962.
- Abriß der Geschichte der Ostmark, Leipzig.

Dazu zahlreiche Biographien altpreußischer Persönlichkeiten in der Altpreußischen Biographie (seit 1936) und in der Neuen Deutschen Biographie (seit 1953).